# Comuna Slivnița, Sofia
Obștina Slivnița  (comuna Slivnița ) este o unitate administrativă în regiunea Sofia din Bulgaria. Cuprinde un număr de 13 localități.  Reședința sa este orașul Slivnița. Localități componente:

## Demografie
Componența etnică a comunei Slivnița
     Romi (1,59%)
     Bulgari (92,96%)
     Nicio identificare (5,21%)
     Altele (0,41%)
La recensământul din 2011, populația comunei Slivnița era de 9.681 locuitori. Din punct de vedere etnic, majoritatea locuitorilor (92,96%) erau bulgari, cu o minoritate de romi (1,59%). Pentru 5,21% din locuitori nu este cunoscută apartenența etnică.